# Antonio Zucchelli
Padre Antonio Zucchelli da Gradisca (Gradisca d'Isonzo, 18 marzo 1663 – Gorizia, 13 luglio 1716), al secolo Nicolò Ubaldo Zucchelli, è stato un missionario, viaggiatore e scrittore italiano, ricordato per un importante reportage di viaggio dal titolo Relazioni del viaggio e missione del Congo, pubblicato nel 1712 (nel 1711, secondo altri).

## Biografia
Figlio del barone Aurelio Zucchelli dell'Aquila e di Orsola Gentile Baio, Antonio Zucchelli fu battezzato dal religioso Gregorio Barbarigo, amico di famiglia e futuro santo.
Giovanissimo, appena sedicenne, entrò nell'Ordine dei Frati Minori Cappuccini del convento di Gradisca. Il  del 29 ottobre 1697, quand'era trentaquattrenne, un decreto della Congregatio de Propaganda Fide ne dispose l'invio in missione.

### Il viaggio in Congo
Il suo lungo viaggio ebbe inizio da Genova, dove, proveniente dall'Umbria, s'imbarcò nel 1697 dopo aver lasciato il suo convento. Il ritorno avvenne a Venezia, sette anni dopo, nel 1704.
La prima tappa fu Malaga, quindi Cadice, e infine Lisbona, dove l'8 marzo 1668 iniziò la traversata dell'Oceano Atlantico, fino in Brasile, dove si fermò per alcuni mesi sostando a San Salvador di Bahia. Dal Brasile ripartì per le coste dell'Africa equatoriale, sbarcando a Luanda, nel Regno d'Angola: da Luanda penetrò più volte nell'interno del Regno del Congo (in cui fu in missione dal 1698 al 1702) fino a giungere, tra molte difficoltà, fino al regno dell'età del ferro di Ngoyo.
Nel 1702, ammalato, intraprese un lungo e pericoloso itinerario che l'avrebbe ricondotto in Italia: passando per il Brasile si imbarcò per il Portogallo, giungendo a Lisbona nel settembre 1703. Sbarcò infine a Venezia nel settembre (relazioni p. 436)  1704. Due anni dopo lo si ritrova guardiano del convento di Gorizia, città nella quale trascorrerà il resto della sua esistenza, fino alla morte nel 1716.

### Opera
Dalle sue lunghe esperienze di viaggio e di missione, durate complessivamente sette anni, Zucchelli trasse ispirazione per un'opera, l'unica da lui scritta, e per la quale oggi è conosciuto.

#### Viaggi e relazioni
Il resoconto Antonio da Gradisca si componeva di 23 distinti reportage, raccolti sotto il titolo di:
- Relazioni del viaggio e missione di Congo nell'Etiopia inferiore occidentale, del P. Antonio Zucchelli da Gradisca, predicatore cappuccino della provincia di Stiria, e già missionario apostolico in detto regno ecc., consecrate alla sacra ces. reale maestà di Eleonora Maddalena Teresa, vedova del gran Leopoldo.

La raccolta delle sue relazioni fu pubblicata nel 1712 a Venezia, presso Bartolomeo Giavarina, in un volume in quarto di 438 pagine.

##### Valore dell'opera
In quest'opera, il missionario e predicatore cappuccino dà conto dei suoi viaggi in Brasile e Africa nera: un diario di viaggio ricchissimo di notizie sulle località raggiunte e sulle popolazioni conosciute o incontrate durante i suoi viaggi. Il suo resoconto presenta interessanti osservazioni naturalistiche su clima, flora e fauna dei luoghi visitati e notizie antropologiche sui relativi popoli, gruppi etnici e sulle loro usanze.

##### Contenuti
La quinta relazione è occupata dalla descrizione del Brasile, che beneficiava della tratta atlantica di schiavi africani provenienti dal Regno del Congo. Nella sesta relazione Zucchelli racconta il suo passaggio da San Salvador a Luanda, nel regno d'Angola. Le tre relazioni seguenti contengono la narrazione delle missioni, e gli spostamenti dell'autore nei regni di Angola, del Congo, e specialmente nella provincia di Sogno all'imboccatura del fiume Zaire, dove Zucchelli soggiornò più a lungo. La relazioni dalla nona alla tredicesima sono interamente dedicate alla descrizione della provincia di Sogno e dei costumi dei suoi abitanti. Nelle altre relazioni, frammiste al racconto, si trovano le descrizioni delle località nei paesi visitati, e una serie di particolari sulle produzioni, sul clima, sui popoli e sull'aspetto di quei luoghi.
Le ultime quattro relazioni, dalla ventesima alla ventitreesima, comprendono i racconti delle sue navigazioni da Loanda in Brasile fino a San Salvador, da San Salvador a Lisbona, da Lisbona a Malta, e da quest'ultima a Venezia.

### Traduzioni
L'opera riscosse all'epoca un buon successo: l'interesse suscitato travalicò i confini linguistici italiani tanto da determinarne una traduzione in tedesco, con il titolo Merkwürdige Missions und Reise-Beschreibung nach Congo in Ethiopien, che conobbe più di un'edizione: fu pubblicata una prima volta a Francoforte, nel 1715, una seconda volta nel 1723, a Erfurt, e una terza volta, nel 1794, nuovamente a Francoforte.

### Approfondimenti
- M. Esterina Antinori, Anatomia di un libro raro: 1712. Relazione del Viaggio e Missione di Congo di P. Antonio Zucchelli. Venezia, Salerno, Litotipografia R. Reggiani, 1976
- Silvio Porisiensi, Pionieri della scienza, della civiltà e della fede in Africa. I Cappuccini italiani alla esplorazione del Congo, Angola e Matamba nel sec. XVII, 1645-1705